# Nicholas Galitzine
Nicholas Dimitri Constantine Galitzine (Hammersmith, Londres, Inglaterra; 29 de septiembre de 1994) es un actor y cantante británico. Es conocido por sus papeles en las películas High Strung (2016), Handsome Devil (2016), Cenicienta (2021), Corazones malheridos (2022), Bottoms (2023) y Rojo, blanco y sangre azul (2023).

## Primeros años
Galitzine creció en Londres, Inglaterra. Su padre, Geoffrey Leo Alexander Galitzine es un empresario inglés; y su madre, Lora Maria Konstantina Galitzine (nacida Papayanni) es norteamericana de ascendencia griega. Tiene una hermana llamada Lexi Galitzine, quien es ilustradora y diseñadora de interiores. A los 10 años, cantaba en un coro. Asistió a la escuela de Dulwich en Londres. Más tarde se unió a una compañía de teatro juvenil en Pleasance, Islington para seguir su pasión por la actuación.
Durante la niñez, Galitzine también entrenó como jugador de rugby así como mostró su amor por el fútbol. También ha participado en competiciones de atletismo a nivel de condado.

## Carrera
Galitzine consiguió su primer papel en la película The Beat Beneath My Feet en 2014, trabajando con actores como Luke Perry. También grabó varias canciones para la banda sonora original de la película.
En 2015, apareció en un episodio de la serie televisiva Legends. Fue denominado como la "Estrella del Mañana" por la revista Screen International.
En 2016, protagonizó en la película de drama americana High Strung, en la que interpreta a un joven violinista que actúa en las estaciones de metro. Posteriormente, interpretó el papel de un joven estudiante gay que no ha "salido del closet" en la comedia irlandesa Handsome Devil, la cual sería más tarde nominada a cinco premios en la edición número 15.º de los Premios del Cine y la Televisión Irlandesa.
En 2017, participó en la película de misterio neozelandesa  The Changeover. Después actuó en The Watcher in the Woods, junto a la galardonada por los Premios Óscar, Anjelica Huston.
En 2019, Galitzine fue seleccionado para su primer papel importante en televisión en la serie de terror de Netflix Chambers. Ese mismo año  participó en la película dramática Share.
En 2020, interpretó al adolescente bisexual Timmy en la secuela espiritual de la película de 1996 The Craft, The Craft: Legacy.
En 2021, protagonizó la película original de Amazon Prime Video, Cenicienta junto a Camila Cabello donde interpretó al Príncipe.
En 2022, protagonizó la película original de Netflix, Corazones malheridos junto a Sofia Carson como coprotagonista. La película alcanzó la posición número uno en Netflix a nivel mundial siendo su película más taquillera de 2022, y su banda sonora se coronó como la más exitosa en la historia de la compañía.[cita requerida]
En 2023, fue nombrado primer embajador mundial de la línea masculina de la firma de lujo Fendi. 
En 2023, fue uno de los protagonistas de la adaptación cinematográfica de Amazon Prime Video de la novela romántica LGBTQ+ Rojo, blanco y sangre azul, interpretando al ficticio Príncipe Henry de Gales junto a Taylor Zakhar Perez. La película se posicionó en menos de dos semanas, como la más vista de la plataforma de streaming a nivel mundial en 2023.
En 2024, protagonizó la miniserie histórica Mary & George junto a Julianne Moore dirigida por Oliver Hermanus, y la comedia romántica de Amazon Prime Video, The Idea of You, junto a Anne Hathaway. En esta interpreta al cantante principal de una famosa boy band llamada August Moon que comienza una relación sentimental con una mujer de 40 años. Como parte de la película grabó una banda sonora con las canciones de su banda ficticia. El filme atrajo alrededor de 50 millones de personas espectadoras en sus primeras dos semanas, convirtiéndose en el debut más grande de Amazon MGM Studios hasta la fecha.

## Vida personal
Actualmente, reside entre Londres y Los Ángeles debido a los múltiples proyectos en la actuación. 

## Filmografía

### Películas
| Año  | Título                                   | Personaje         | Notas                           |
| ---- | ---------------------------------------- | ----------------- | ------------------------------- |
| 2014 | The Beat Beneath My Feet                 | Tom Heath         |                                 |
| 2016 | High Strung                              | Johnnie Blackwell |                                 |
| 2016 | Handsome Devil                           | Conor Masters     |                                 |
| 2017 | The Changeover                           | Sorensen Carlisle |                                 |
| 2019 | Share                                    | A.J.              | Sin Créditos; reparto adicional |
| 2019 | After Louise                             | Barista           |                                 |
| 2020 | The Craft: Legacy                        | Timmy Andrews     |                                 |
| 2021 | Cenicienta                               | Príncipe Robert   |                                 |
| 2022 | Corazones malheridos                     | Luke Morrow       |                                 |
| 2023 | Bottoms                                  | Jeff              |                                 |
| 2023 | Rojo, blanco y sangre azul               | Príncipe Henry    |                                 |
| 2024 | The Idea of You                          | Hayes Campbell    |                                 |
| 2026 | Three Bags Full: A Sheep Detective Movie |                   | Posproducción                   |
| 2026 | 100 Nights of Hero                       | Manfred           | Posproducción                   |

### Televisión
| Año  | Título                   | Personaje                                 | Notas                                     |
| ---- | ------------------------ | ----------------------------------------- | ----------------------------------------- |
| 2015 | Legends                  | Angelo                                    | Episodio: «The Legend of Terrence Graves» |
| 2017 | The Watcher in the Woods | Mark Fleming                              | Película de televisión                    |
| 2019 | Chambers                 | Elliott Lefevre                           | Elenco principal; 10 episodios            |
| 2024 | Mary & George            | George Villiers, 1.er Duque de Buckingham | Protagonista; 7 episodios                 |